# Vitanje
Vitanje (Duits: Weitenstein) is een gemeente in de Sloveense regio Savinjska en telt 2317 inwoners (2002).

## Plaatsen in de gemeente
Brezen, Hudinja, Ljubnica, Paka, Spodnji Dolič, Stenica, Vitanje, Vitanjsko Skomarje
Bistrica ob Sotli · Braslovče · Celje · Dobje · Dobrna · Gornji Grad · Kozje · Laško · Ljubno · Luče · Mozirje · Nazarje · Podčetrtek · Polzela · Prebold · Radeče · Rečica ob Savinji · Rogaška Slatina · Rogatec · Šentjur pri Celju · Slovenske Konjice · Šmarje pri Jelšah · Šmartno ob Paki · Solčava · Šoštanj · Štore · Tabor · Velenje · Vitanje · Vojnik · Vransko · Žalec · Zreče